# Apeadeiro de São João da Venda
O Apeadeiro de São João da Venda é uma interface encerrada da Linha do Algarve, que servia a localidade de São João da Venda, no Município de Loulé, em Portugal.

## História

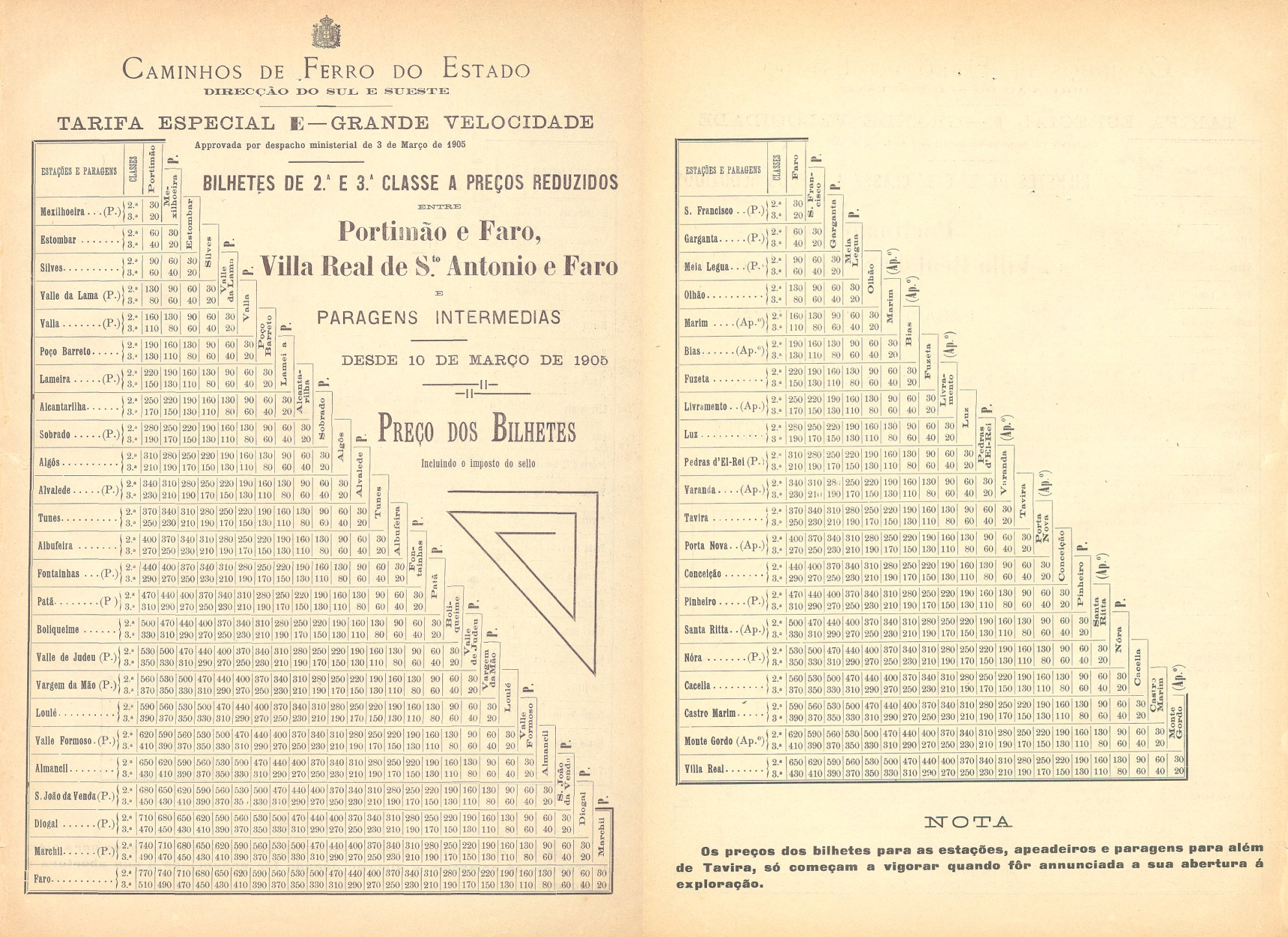
Aviso de 1905 dos Caminhos de Ferro do Estado, com os descontos na Linha do Algarve. Esta interface aparece com a categoria de paragem.

O Apeadeiro de São João da Venda insere-se no lanço da Linha do Algarve entre Tunes e Faro, que foi inaugurado em 1 de Julho de 1889, sendo nessa altura considerado como parte do Caminho de Ferro do Sul.
O apeadeiro de São João da Venda foi abatido ao serviço em 2004, em conjunto com o Apeadeiro de Almancil-Nexe, devido à abertura da Estação de Parque das Cidades.